# 安德烈·勒·特罗克尔
安德烈·勒·特罗克尔（法語：André Le Troquer；1884年10月27日—1963年11月11日），是法国政治家，法国国民议会议长、内政部长，曾因为参加一战而失去了右臂。